# Zan Yasha Enbukyoku
Zan Yasha Enbukyoku (斬 夜叉円舞曲) est un jeu vidéo de stratégie sorti en 1991 sur Mega Drive. Le jeu a été développé par Wolf Team.